# Cis incanus
Cis incanus is een keversoort uit de familie houtzwamkevers (Ciidae). De wetenschappelijke naam van de soort werd in 1892 gepubliceerd door Rey.